# Пірс Батлер
Пірс Батлер (англ. Pierce Butler) (1744–1822) — один з засновників США, був представником Південної Кароліни в Континентальному Конгресі та Сенаті Сполучених Штатів.

## Біографія
Народився в Ірландії, син члена Палати лордів. До 1771 року служив у британській армії, потім одружився з американкою і пішов у відставку. Під час війни за незалежність служив у міліції Південної Кароліни, втратив переважну частину статків. Батлер часто промовляв на Філадельфійському конвенті як прибічник сильного федерального уряду та інтересів рабовласників Півдня. Хоча пізніше він був сенатором, більшу частину часу приділяв управлінню власною плантацією.